# Dom van Erfurt
De Dom van Erfurt (vroeger ook: Mariakerk of Proosdijkerk Beatae Mariae Virginis) is de belangrijkste en oudste kerk van Erfurt, de hoofdstad van de Duitse deelstaat Thüringen. De kerk was in het midden van de 8e eeuw slechts voor een korte periode de bisschopszetel en was gedurende de middeleeuwen tot in het begin van de 19e eeuw de zetel van het collegiale stift Sint-Maria.
Sinds 1994 heeft de dom weer de functie van kathedraal van het bisdom Erfurt en zetel van het kapittel.

## Geschiedenis
Ten tijde van het Frankische Rijk was Erfurt een belangrijk machtscentrum. Paus Gregorius II (715–731) riep de Thüringers op om hier een 'Huis' te bouwen voor Bonifatius, die hier het evangelie verkondigde. In het jaar 725 werd hieraan gehoor gegeven. Rond het jaar 740 richtte de missionaris een verzoek aan paus Zacharias om er een bisdom op te richten. Gelijktijdig werden ook de bisdommen Büraburg (later: Fritzlar) en Würzburg opgericht. Enkele jaren later, in de vroege jaren 750, maar uiterlijk nadat Bonifatius, Adolar en Eoban de marteldood stierven in Friesland, werd het bisdom Erfurt opgeheven en geïntegreerd in het bisdom Mainz.

### De voorganger
De eerste voorganger van de huidige dom werd vermoedelijk vanaf het jaar 752 door Bonifatius opgericht. Op welke plaats en hoe de eerste kerk eruitzag is onbekend. In de kerk werd bij archeologisch onderzoek in 1991 op 3 meter diepte eenvoudig muurwerk van een westelijke apsis aangetroffen. Men dateerde het muurwerk in eerste instantie op de 9e eeuw, maar later onderzoek wees uit dat het 12e-eeuws is.

### De romaanse bouw
In het jaar 1154 werd begonnen met de bouw van de laatromaanse basiliek met een kruisvormige plattegrond op de heuvel. De werkzaamheden gingen voortvarend, vooral toen men tijdens de bouw twee graven ontdekte, waarvan men de stoffelijke resten identificeerde als zijnde de heilige bisschoppen Adolar en Eoban. Dit nieuws leverde veel extra giften op, hetgeen de bouw bespoedigde. Reeds in 1170 was de kerk zover voltooid dat Keizer Frederik I Barbarossa er Lodewijk III van Thüringen, zoon van landgraaf Lodewijk II van Thüringen, tot ridder kon slaan. Twee stukken van de inrichting, de zogenaamde Wolframkandelaar en een romaanse Madonna, dateren uit deze periode (1160). De kerk werd gewijd op 20 juni 1182. Van de romaanse bouw uit de tweede helft van de 12e eeuw resteren nog de onderbouw van de torens, de westelijk aansluitende koornevenruimten en delen van het transept.

### De gotische bouw
Aan het einde van de 13e eeuw werd begonnen met de gotisering van de kerk met de bouw van een nieuw, groter koor met polygonale afsluiting. Daarna werd begonnen met de opbouw van het klokgestoelte voor de beroemde Gloriosa-klok, met een gewicht van meer dan 11 ton de grootste middeleeuwse klok ter wereld en gegoten door de Nederlander Geert van Wou. In de 14e eeuw bleek de kerk te klein en werd het koor wederom vergroot. Omdat de heuvel voor de kerk te klein werd, moest er voor het grotere koor een onderbouw worden gebouwd. Deze onderbouw had uitsparingen die men kavaten (afkomstig van het Latijnse cavare = uithollen) noemde. De ruimten van de onderbouw dienden tot in de 19e eeuw voor bewoning. Tegelijkertijd met de bouw van de zogenaamde kavaten ontstond ook de benedenkerk, die in 1353 werd gewijd. Het hoofdportaal aan de noordelijke arm van het transept met de beelden van de Wijze Maagden aan de ene en de Dwaze Maagden aan de andere kant, geflankeerd door Ecclesia en Synagoge, dateert eveneens uit deze periode. Het feit dat het ontbreekt aan een representatief hoofdportaal aan de westzijde van de kerk heeft te maken met het tekort aan ruimte op de heuvel. In 1455 werd het kerkschip gesloopt ten behoeve van de nieuwbouw van een laatgotische hallenkerk. Voor 1465 moet de kerk weer in gebruik geweest zijn, aangezien er in dat jaartal een Corpus Christi-processie door het westportaal heeft plaatsgevonden.

### De kloostergebouwen
De clausuur bestaat uit drie delen en omsluit een kleine kruishof. Het westelijke en zuidelijke deel zijn de gebruikelijke, eenschepige kruisgangvleugels. De noordelijke vleugel werd bij de bouw van het laatgotische kerkschip gesloopt. Daarentegen is de oostelijke vleugel een tweeschepige constructie uit 1230-1240, de Kunigundenhalle, die gebruikt werd voor zittingen van het kapittel. De overige delen van de clausuur zijn 13e- en 14e-eeuws. Overigens werden de clausuurgebouwen in de loop van de tijd sterk veranderd, met name in de 19e eeuw.

### Latere geschiedenis tot heden
De Dertigjarige Oorlog zorgde voor meerdere bestuurswisselingen van zowel stad als kerk. Er is zelfs even sprake geweest om de gebouwen over te dragen aan de jezuïeten en het stift op te heffen. Het kapittel kon dit echter verhinderen. Tussen 1697 en 1706 werd het reusachtige barokke hoogaltaar gemaakt en in het koor opgesteld om de overwinning van de Mainzer aartsbisschop op het protestantse stadsbestuur te benadrukken. De Mainzer aartsbisschop verloor echter de interesse in het stift en liet de gebouwen in de 17e en 18e eeuw verwaarlozen. De torenspitsen die in 1717 afbrandden werden daarna vervangen door een simpel nooddak.
Tijdens de napoleontische oorlogen werd het gebied rond de kerk in een vesting veranderd en de dom zelf door Franse troepen misbruikt als paardenstal. Bij de bevrijdingsoorlog in 1813 werd de dichte bebouwing en de episcopale curie op het domplein volledig verwoest. In 1803 en ten slotte in 1837 werd in het kader van de secularisatie het stift opgeheven en kreeg de kerk de status van parochiekerk. In het nu Pruisische Erfurt begon vanaf 1828 een omvangrijk puristisch restauratieprogramma, in welk kader het laatgotische schilddak in 1868 vervangen werd door een lager zadeldak. Rond 1900 werd het programma afgesloten.
Tijdens de Tweede Wereldoorlog werd de stad Erfurt herhaaldelijk getroffen door zware bombardementen, maar minder dan veel andere Duitse steden. Ondanks het feit dat de kathedraal geen directe treffers te verduren kreeg, werden het dak en de ramen van het koor (deels ernstig) beschadigd door explosies in de nabijheid van de kerk. Tot 1949 werd er aan het herstel van de schade gewerkt.
In de jaren 60 werd de kerk opnieuw gerestaureerd. Het dak uit 1868 werd nu weer afgebroken en vervangen door een nieuw dak dat beter overeenstemde met het oorspronkelijke gotische dak. In de jaren 70 en 80 werd de restauratie met hulp uit de Bondsrepubliek voortgezet. In 1994 werd de gerestaureerde kerk verheven tot kathedraal van het bisdom Erfurt.

## Inrichting
- Het schip is overspannen met laatgotische stergewelven.
- De 18,60 meter hoge en tot 2,60 meter brede maaswerkvensters gebrandschilderde glazen werden tussen 1370-1420 gemaakt en behoren tot de grootste van Duitsland in hun soort. Dertien van de 15 ramen zijn haast volledig origineel middeleeuws.
- Het koor bezit naast de ramen ook nog grotendeels de originele inrichting. Het eikenhouten koorgestoelte met 89 zitplaatsen verdeelt zich in twee dubbele rijen van 17,50 meter lang. Het koorgestoelte is een van de grootste en best bewaarde koorgestoeltes van Duitsland.
- Het 16,50 meter hoge en 13 meter brede barokke hoogaltaar werd tussen 1697 en 1707 gemaakt en geplaatst waar eerder een groot gotisch vleugelaltaar stond. Het altaar werd in het begin van het millennium gerestaureerd. Het is onbekend wie het altaar heeft gebouwd.
- De bronzen Wolframkandelaar uit 1260 behoort tot de oorspronkelijke inrichting, net als een Tronende Madonna.
- Het hoofdorgel werd gebouwd door Alexander Schuke Potsdam Orgelbau GmbH en in 1992 geplaatst.

## Klokken
De dom heeft maar liefst 13 klokken die verdeeld worden over verschillende torens. Het dragende fundament voor het zesstemmige hoofdgeluid (1 t/m 6) is de Gloriosaklok in de middelste toren. De gieter van de klok is de uit Kampen afkomstige Nederlander Geert van Wou. De klok werd in de nacht van 7 op 8 juli 1497 boven de trappen van de dom gegoten en draagt het inschrift:
+ Laude / patronos / cano / glorioſa • • Fulgur / arcens / et / demones / malignos • Sacra / templis / a / populo / ſonanda • • Carmine / pulſo • • Gerhardus / wou / de / Campis / me / fecit • Anno / D[omi]ni / M . CCCC . XCUII
Sinds de restauratie in het jaar 2004 wordt de klok vanwege de monumentale waarde slechts op kerkelijke hoogfeesten geluid. De klok overstemt bovendien alle andere klokken, zodat de klok het beste tot zijn recht komt als de klok alleen wordt geluid.
| Nr. | Naam              | Gietjaar  | Gieter en plaats                  | Doorsnee (mm) | Gewicht (kg) | Slagtoon (HT-1/16) | Klokkenstoel          |
| 1   | Gloriosa          | 1497      | Geert van Wou, Erfurt             | 2.560         | 11.450       | e0 +3              | Mittelturm, unten     |
| 2   | Dreifaltigkeit    | 1721      | Nicolaus Jonas Sorber             | 1.940         | ≈4.900       | g0 +12             | Nordturm              |
| 3   | Joseph            | 1961      | Klokkengieterij Schilling, Apolda | 1.840         | ≈4.600       | a0 +8              | Zuidelijke toren      |
| 4   | Andreas           | 1961      | Klokkengieterij Schilling, Apolda | 1.540         | ≈2.600       | c1 +11             | Noordelijke toren     |
| 5   | Christophorus     | 1961      | Klokkengieterij Schilling, Apolda | 1.360         | ≈1.900       | d1 +10             | Zuidelijke toren      |
| 6   | Johannes Baptist  | 1720      | Nicolaus Jonas Sorber             | 1.190         | ≈1.000       | e1 +7              | Zuidelijke toren      |
| 7   | Cosmas und Damian | 1625      | Jakob König, Erfurt               | 750           | ≈200         | des2               | Middentoren, boven    |
| 8   | Cantabona         | 1492      | Hans Sinderam                     | 650           | ≈300         | g2                 | Middentoren, boven    |
| 9   | Engelchen         | rond 1475 | Claus von Mühlhausen, Erfurt      | 550           | ≈125         | as2                | Middentoren, boven    |
| 10  | Naamloos          | 1475      | Meister Peter                     | 500           | ≈75          | b2                 | Middentoren, boven    |
| 11  | Wandlungsglocke   | 1961      | Klokkengieterij Schilling, Apolda | 550           | ≈100         | f2                 | Dachreiter (Hochchor) |
| I   | Martha            | 1961      | Klokkengieterij Schilling, Apolda |               |              | e2                 | Lantaarn              |
| II  | Elisabeth         | 1961      | Klokkengieterij Schilling, Apolda |               |              | gis2               | Lantaarn              |

## Afbeeldingen

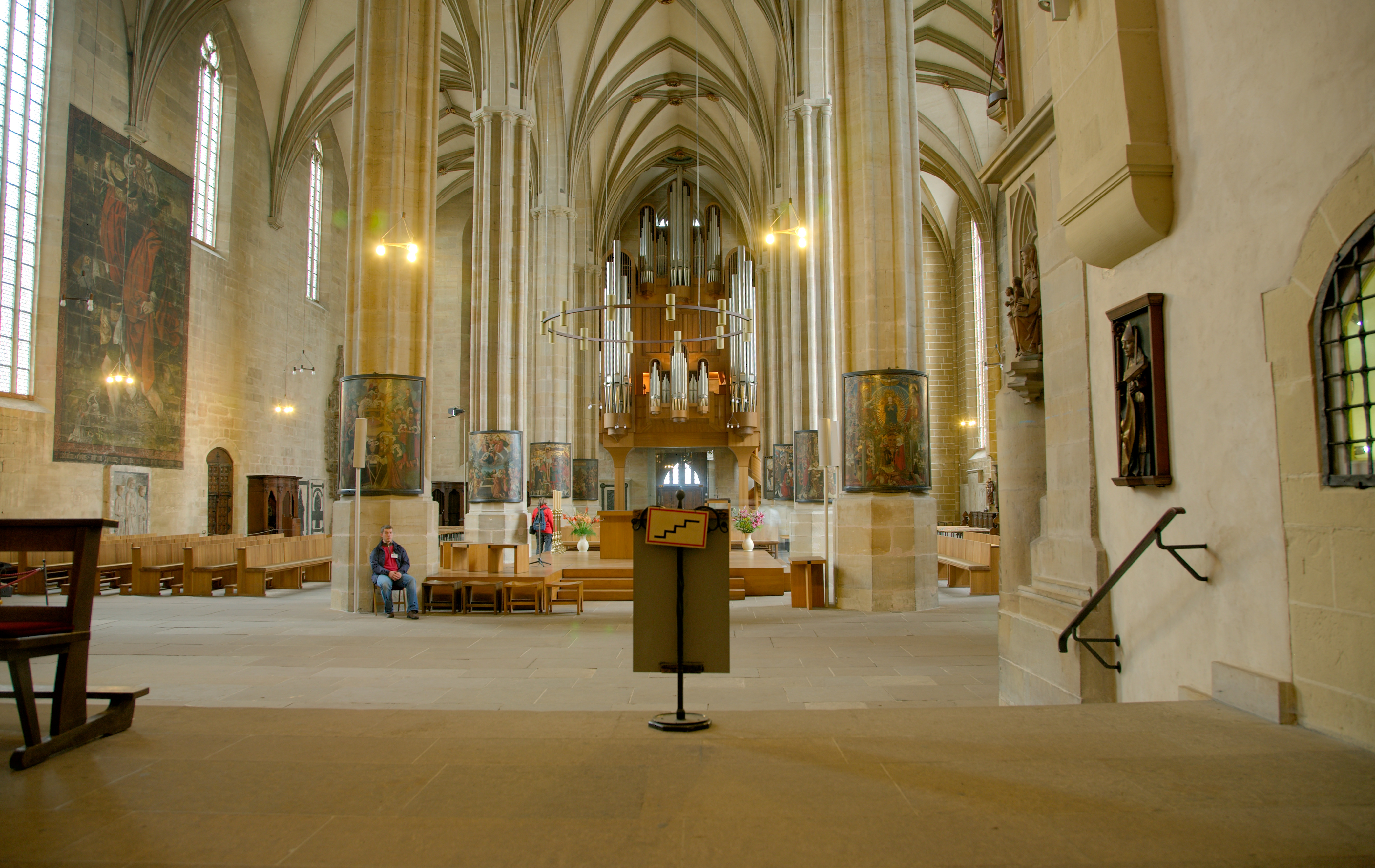
Overzicht interieur
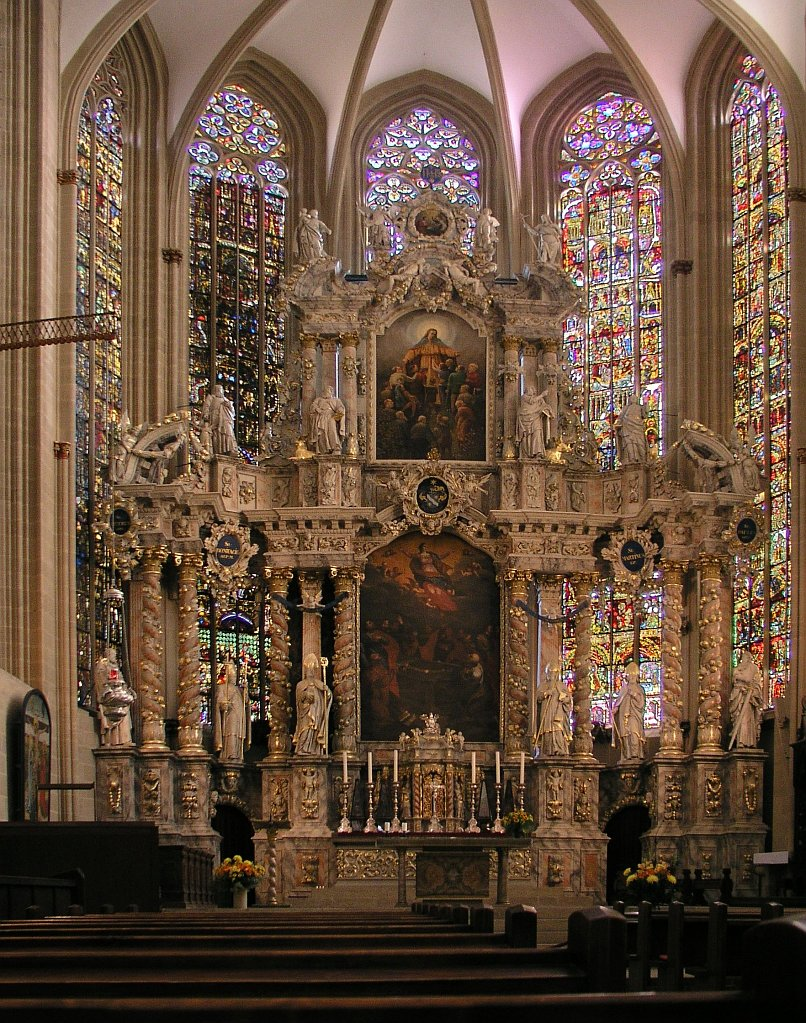
Barok hoofdaltaar
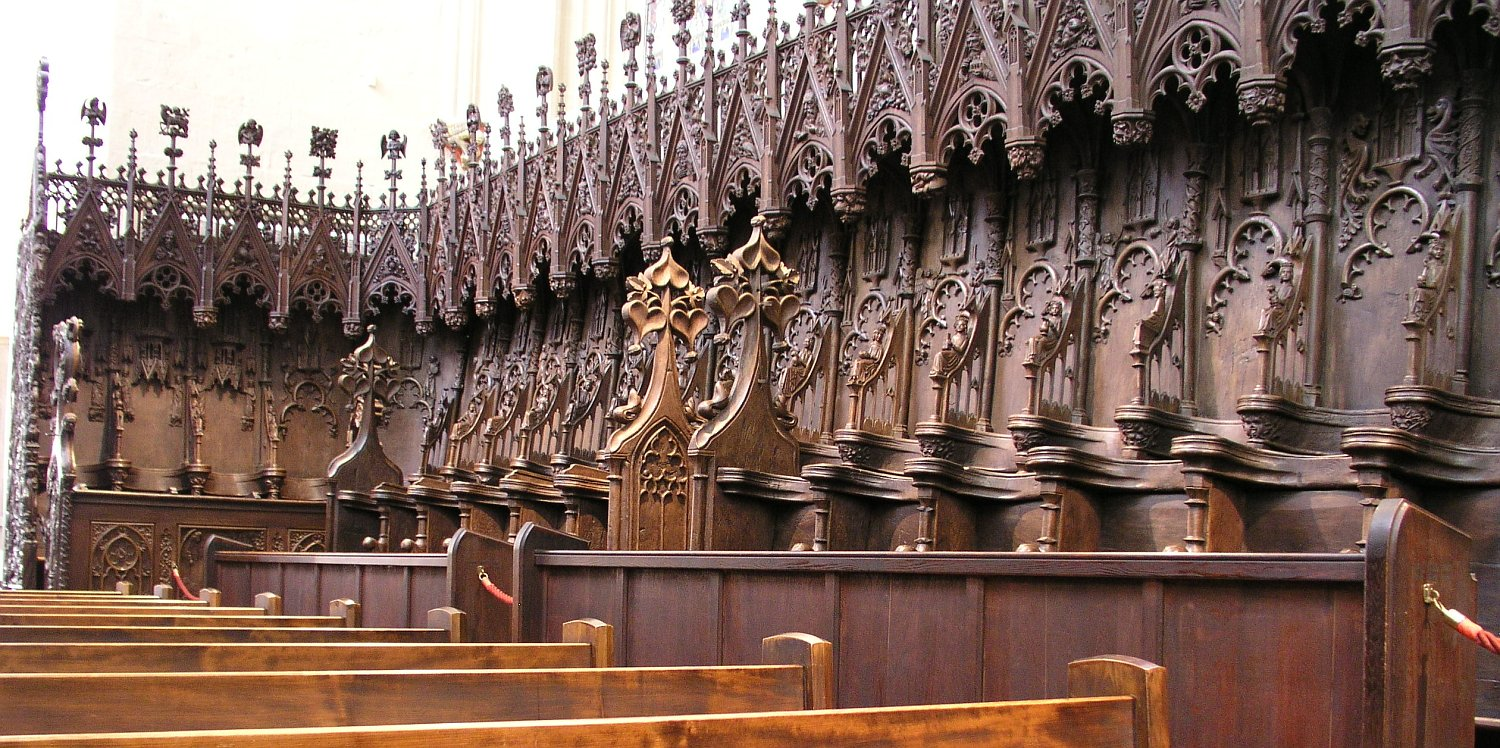
Koorgestoelte
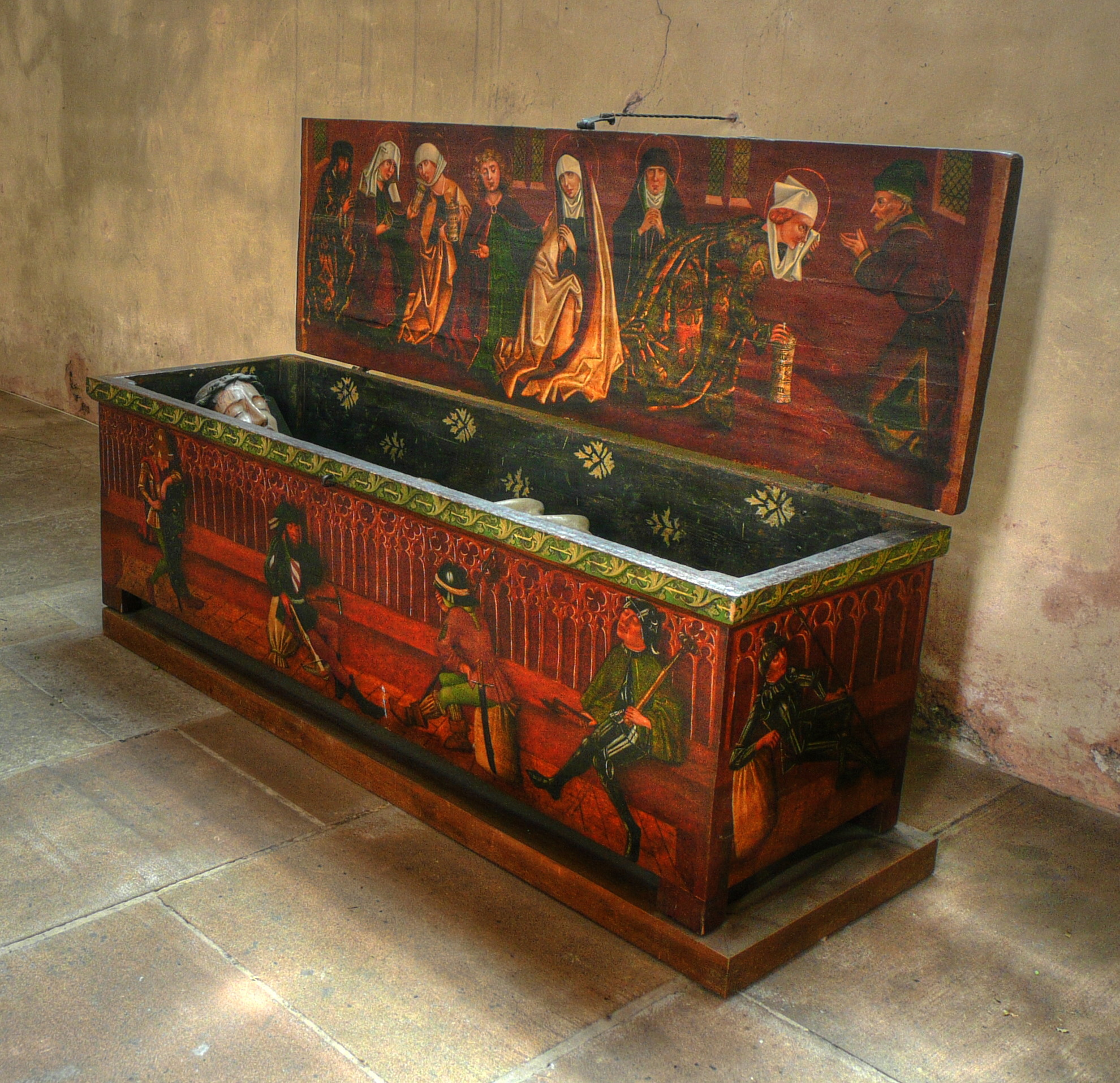
Heilig Graf
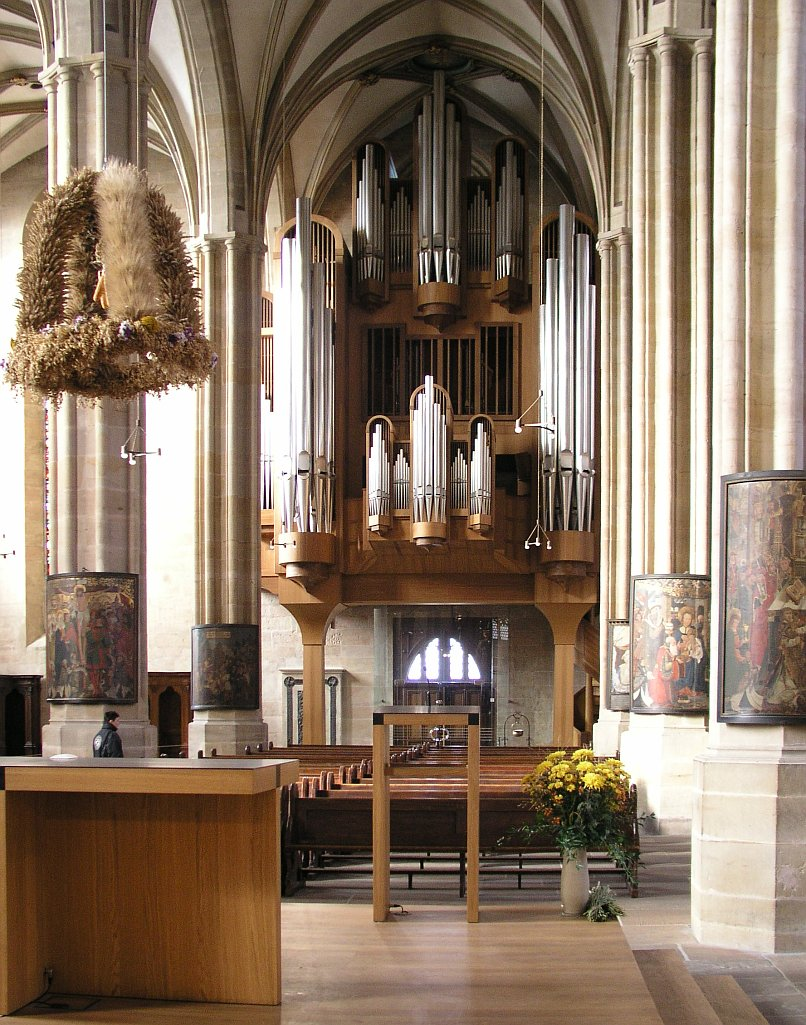
Orgel
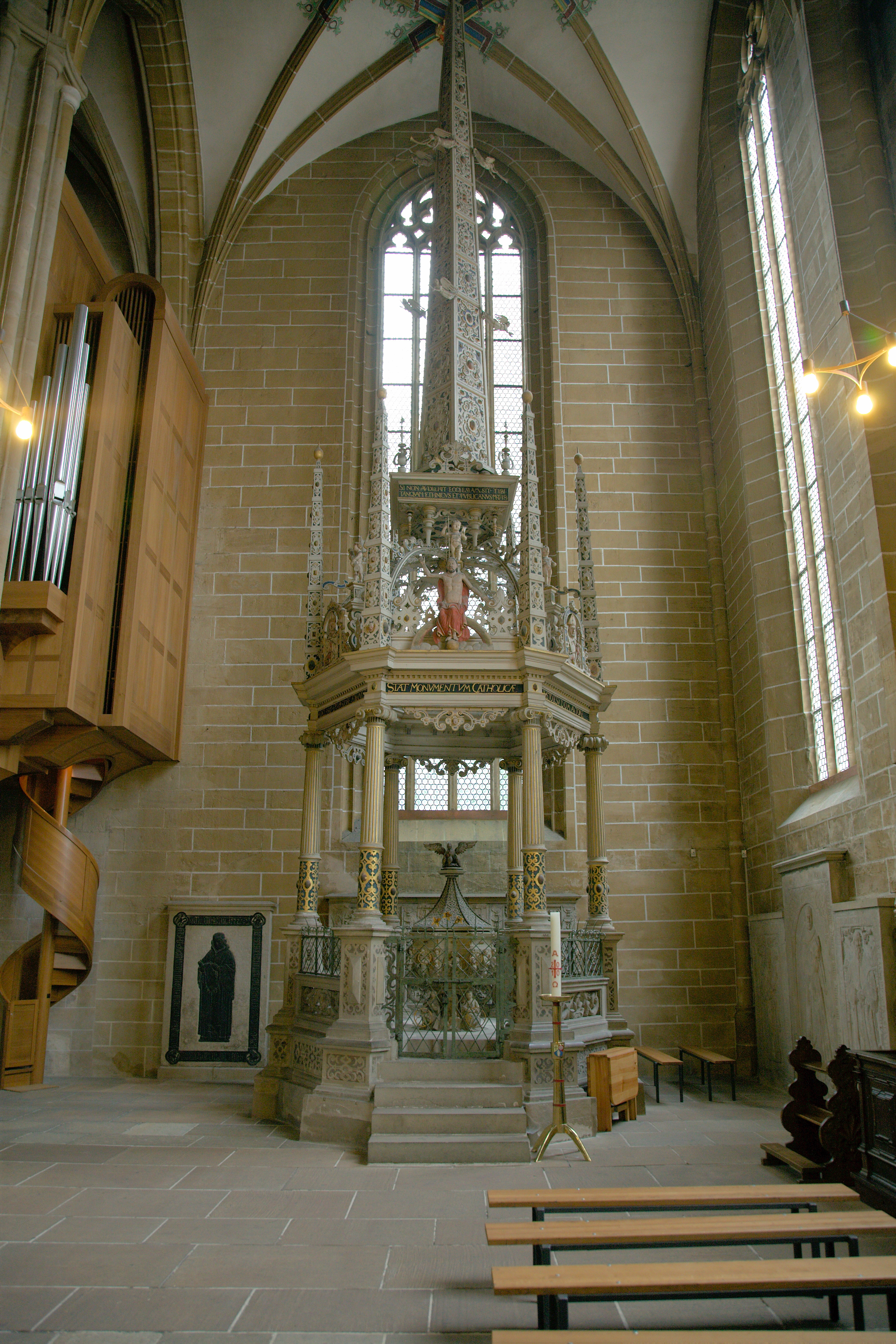
Doopkapel
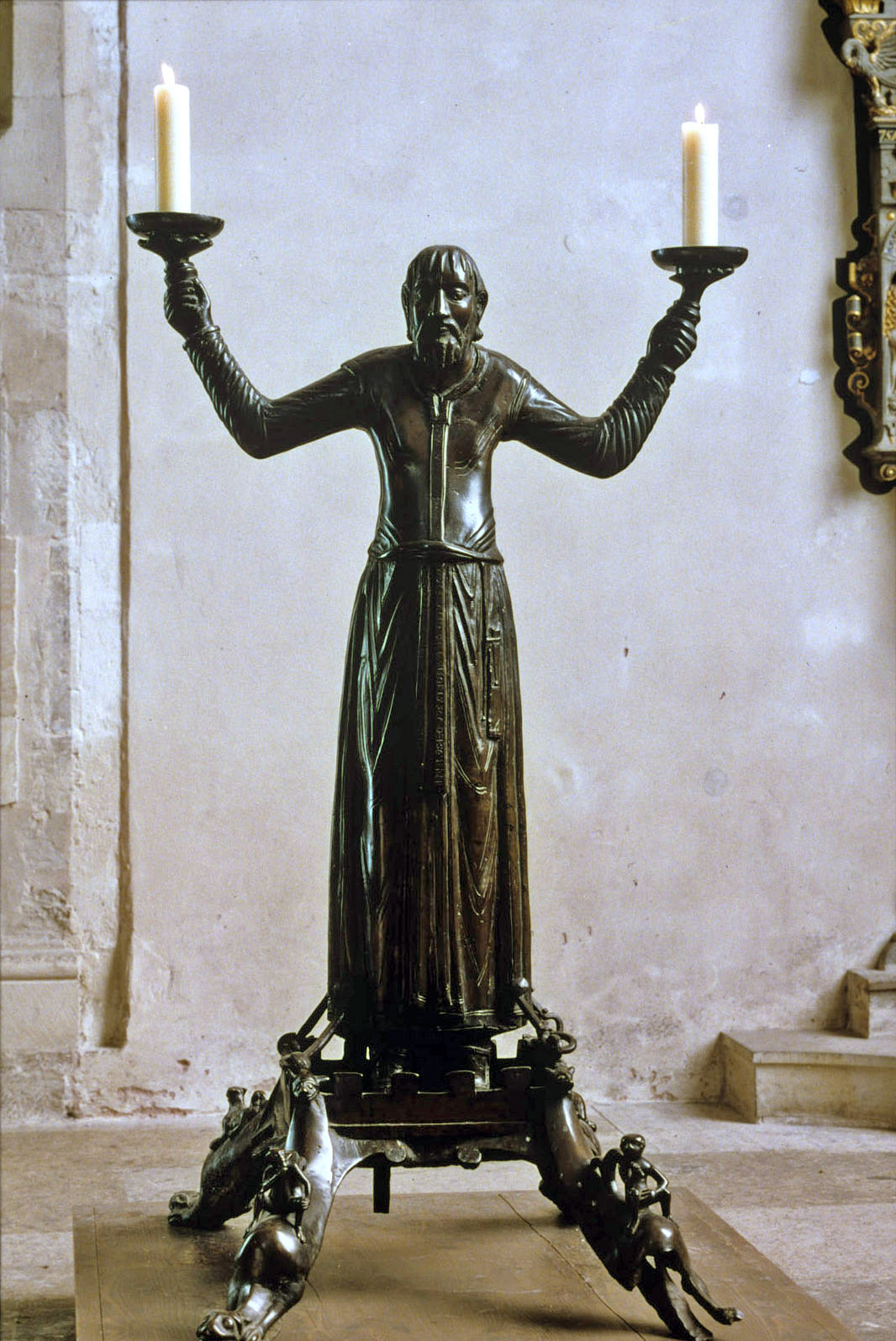
Bronzen Wolframkandelaar (1260)
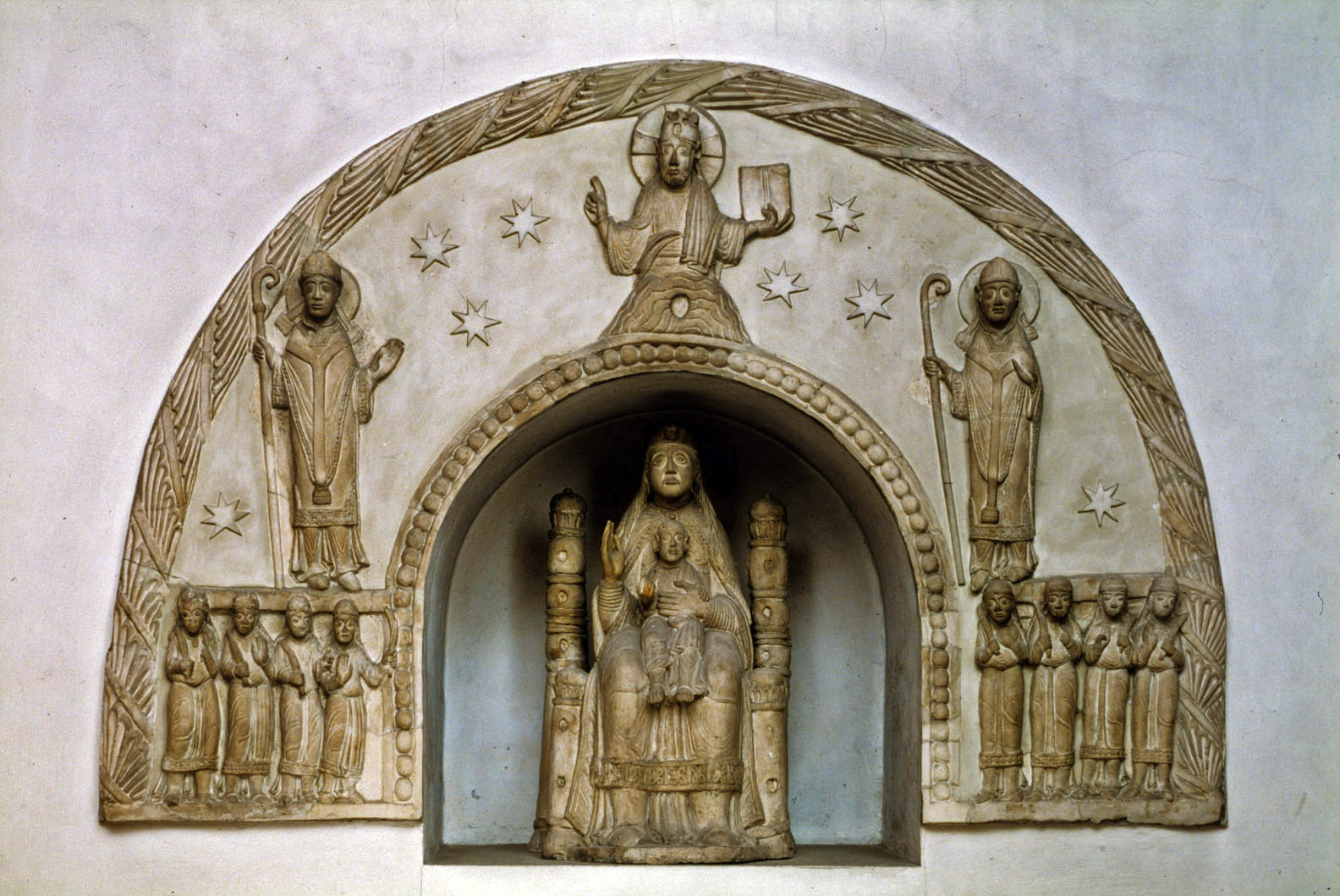
Tronende Madonna (1260)
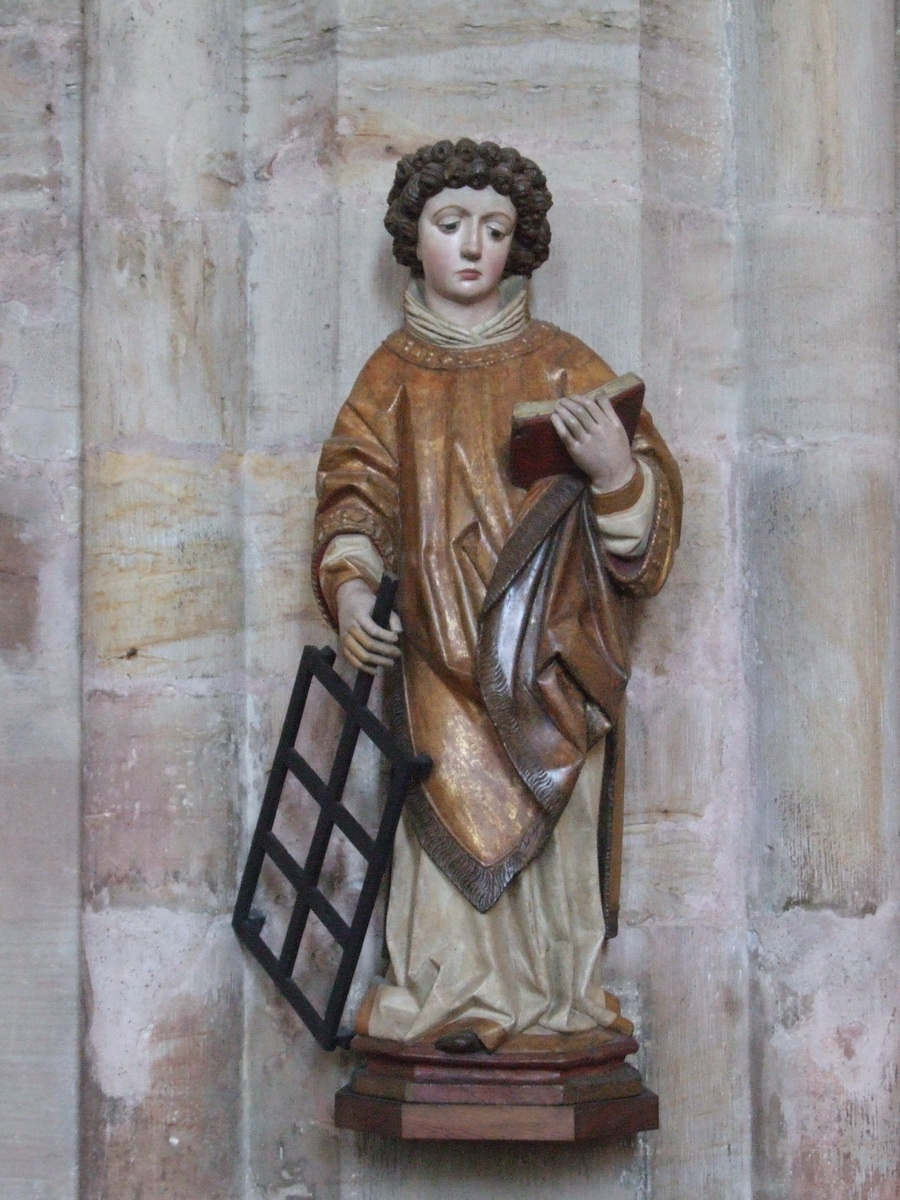
Beeld Sint-Laurentius
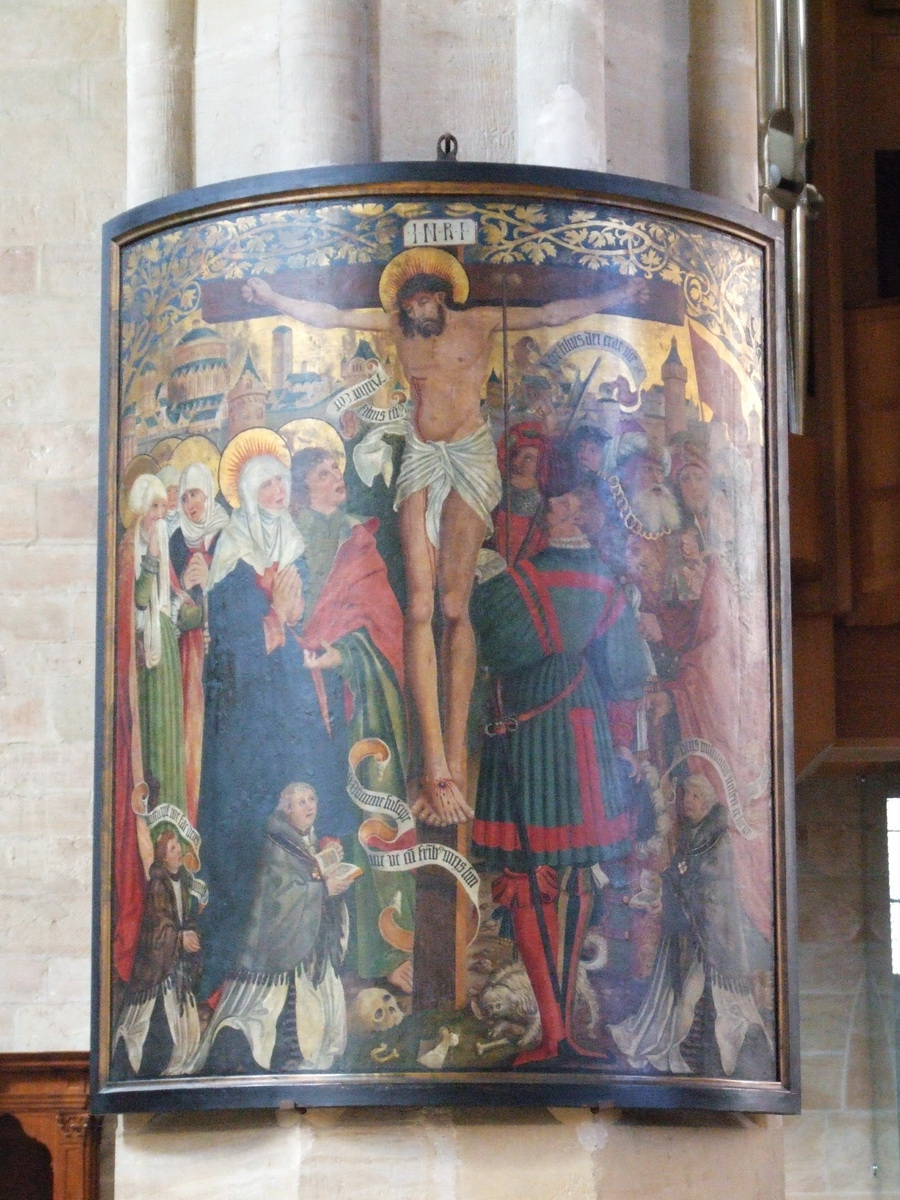
Pilaarschilderij
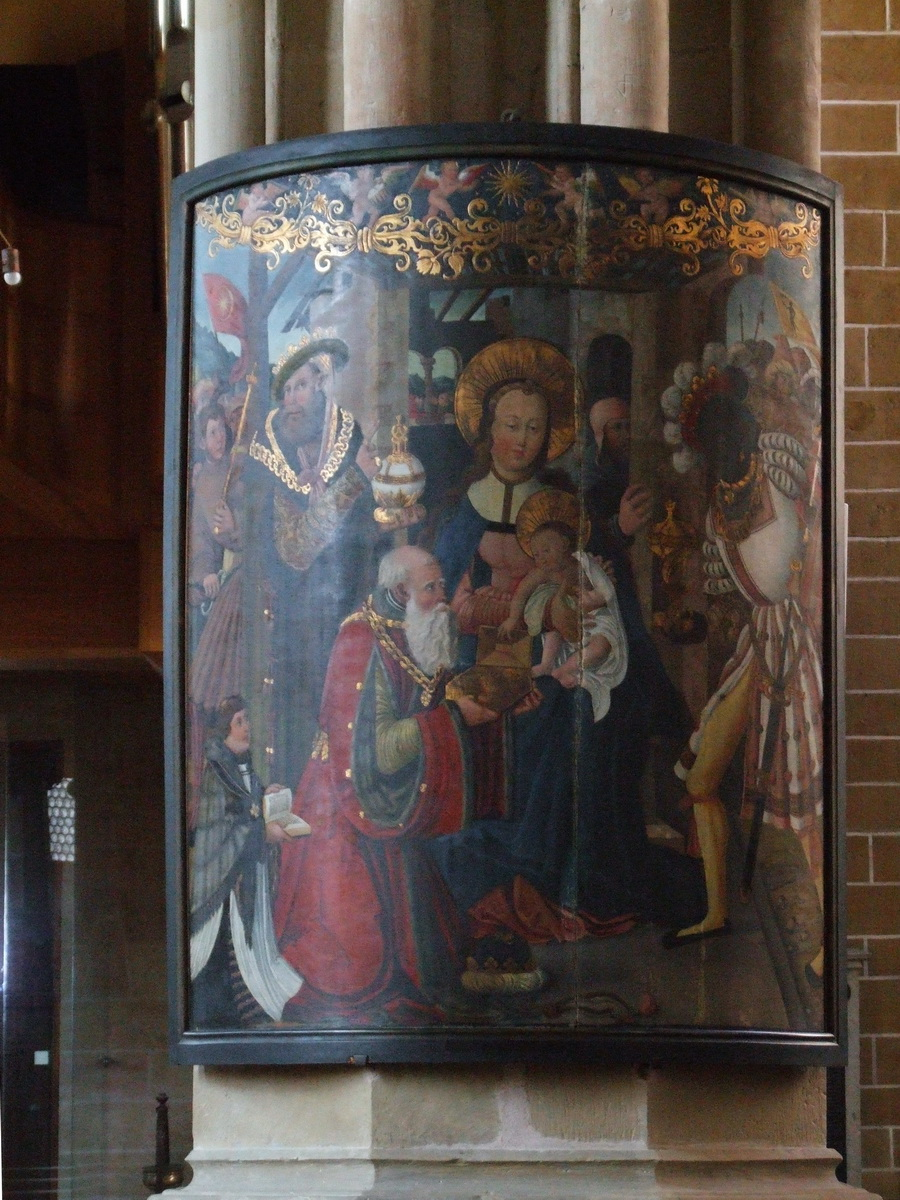
Aanbidding
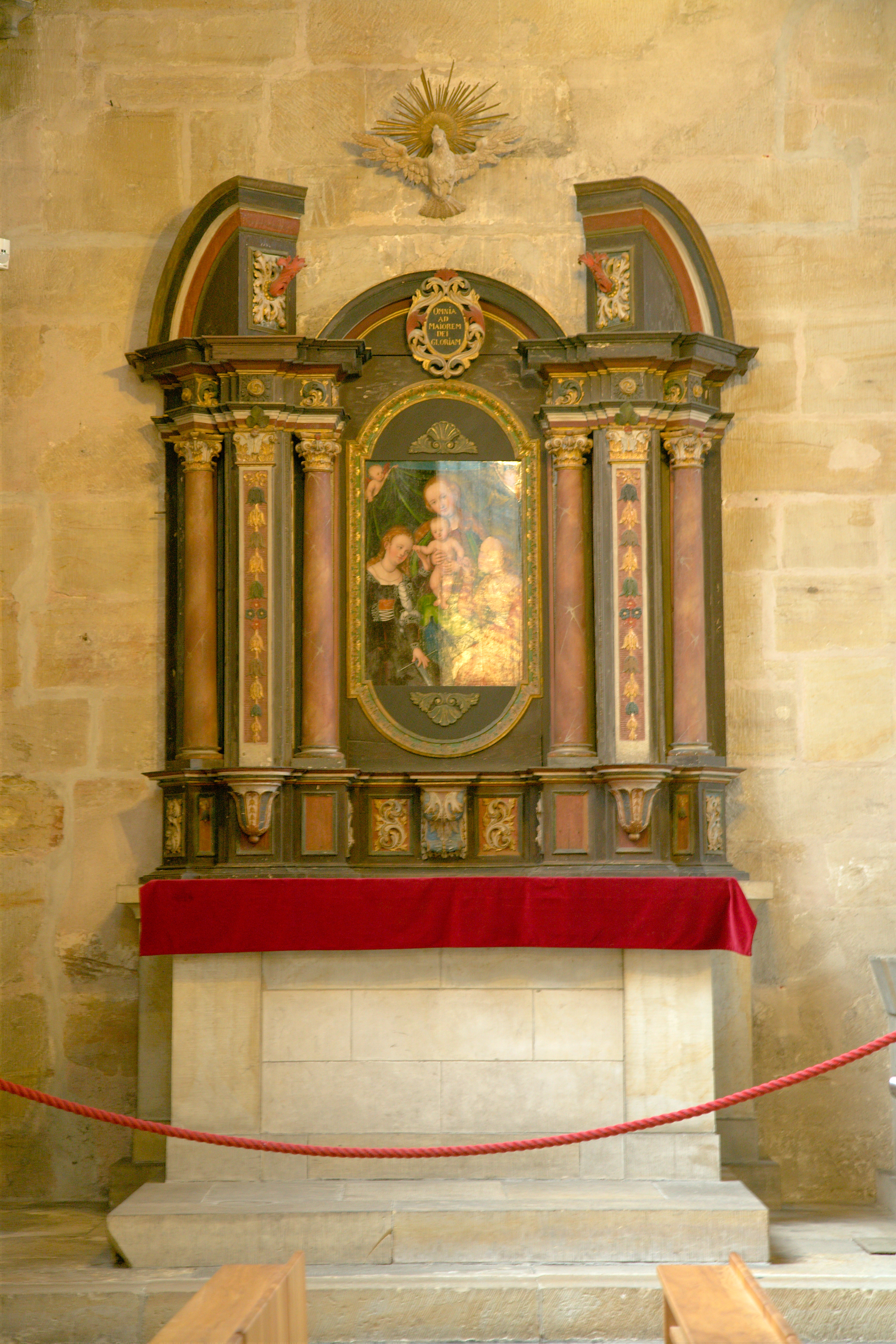
Zijaltaar
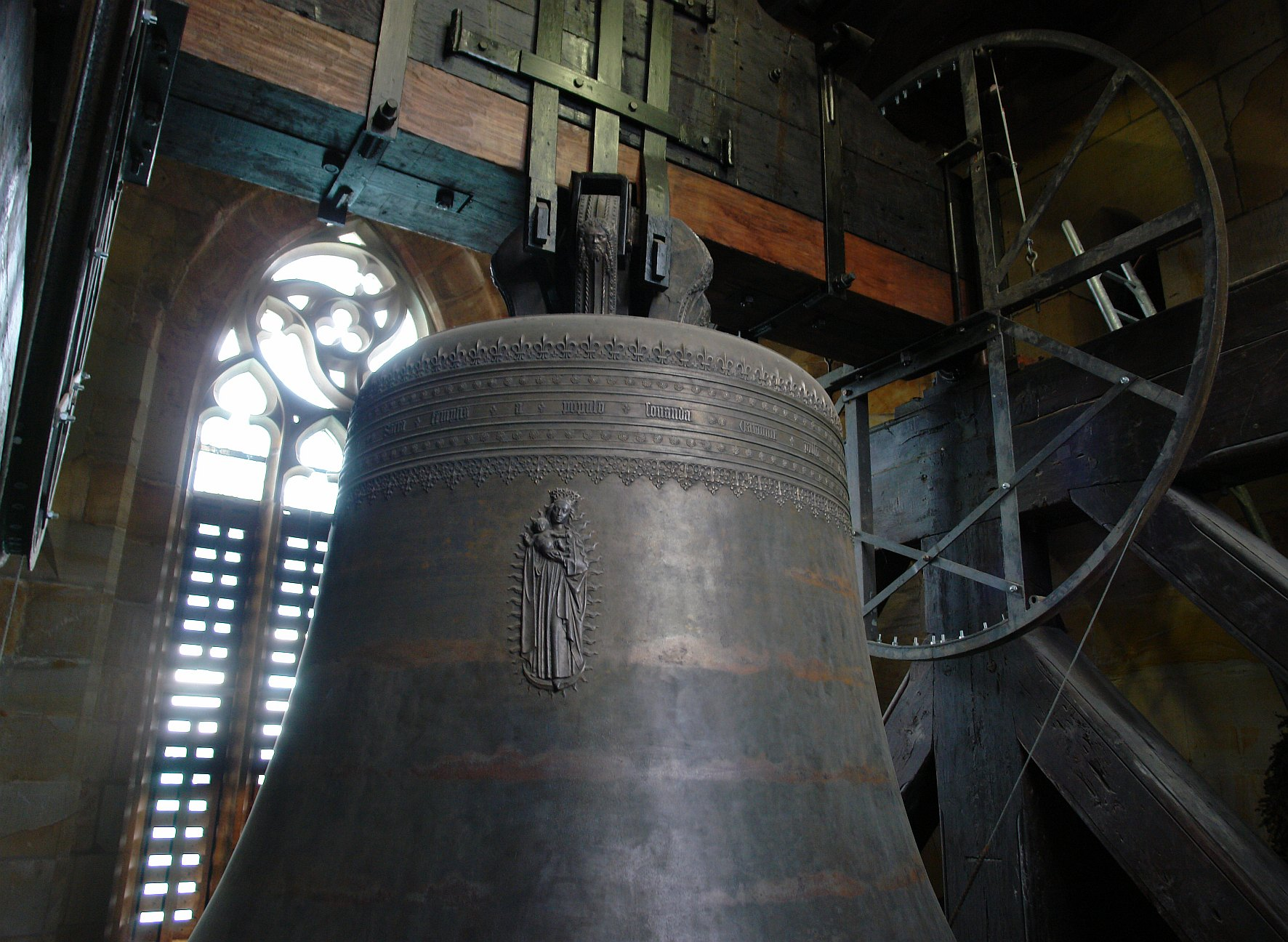
Gloriosaklok
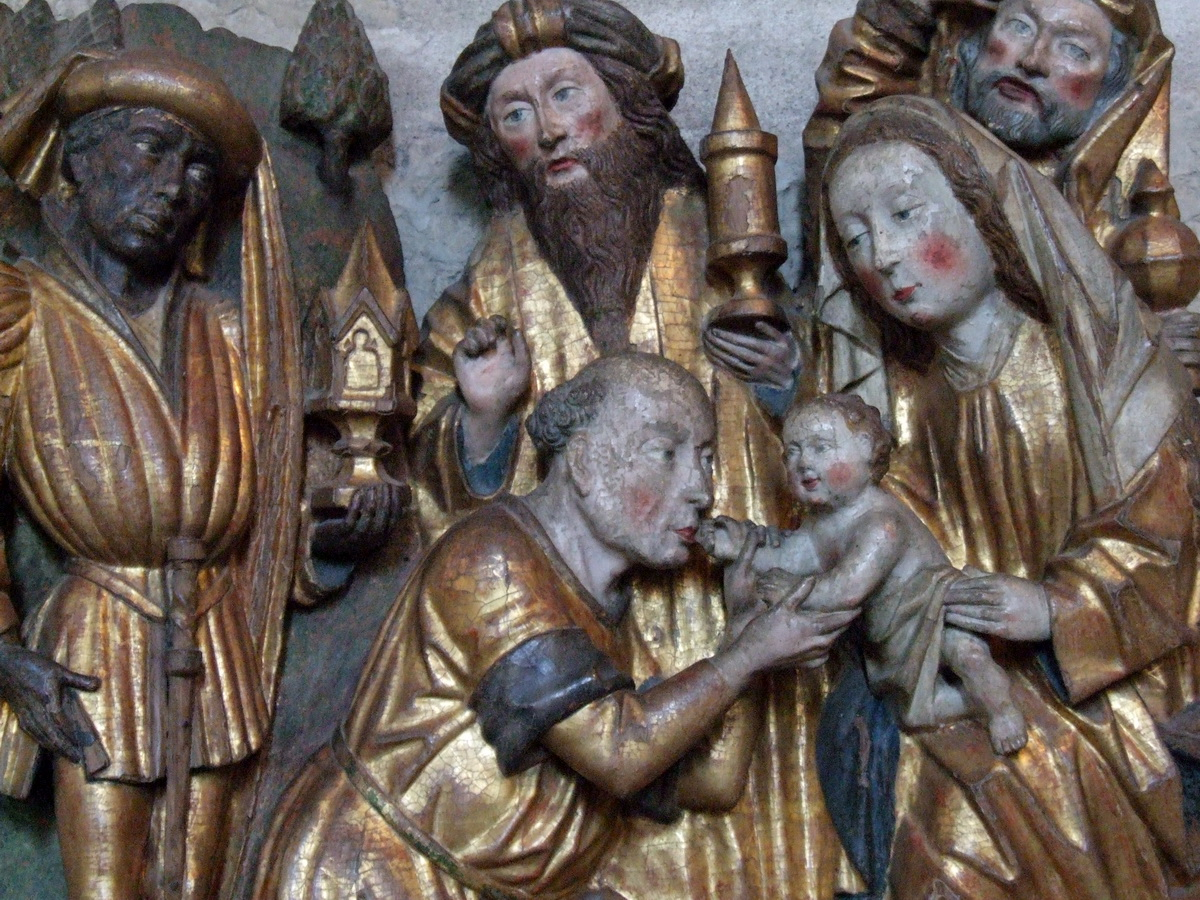
Reliëf
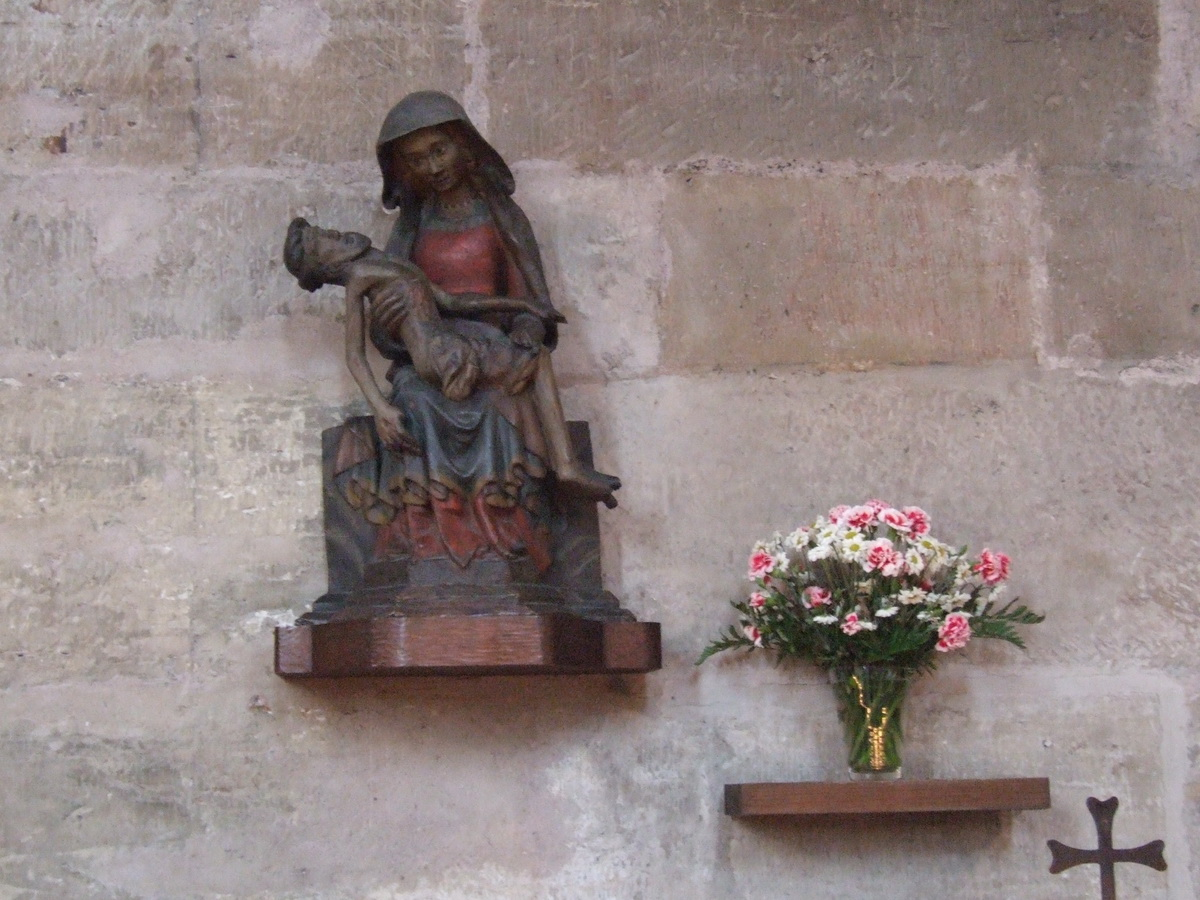
Piëta
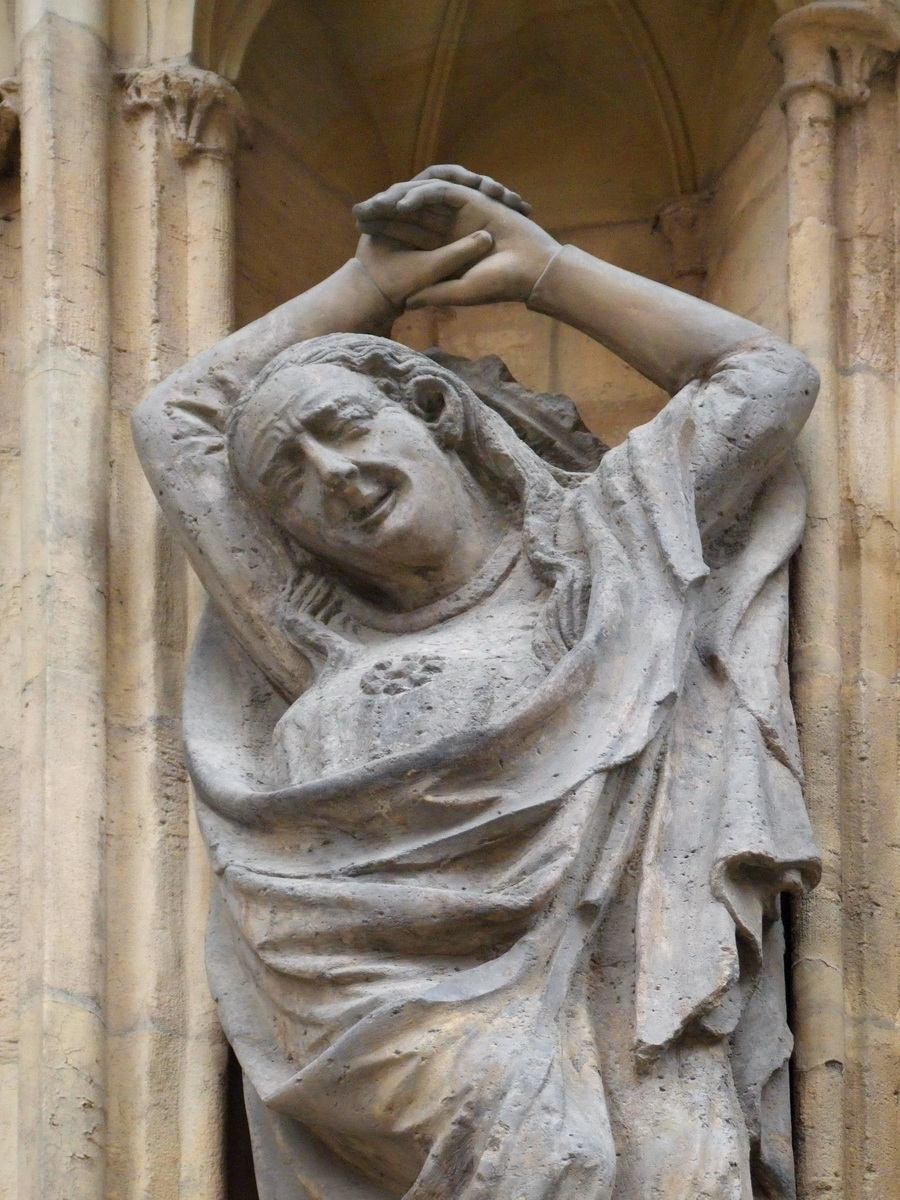
Dwaze Maagd
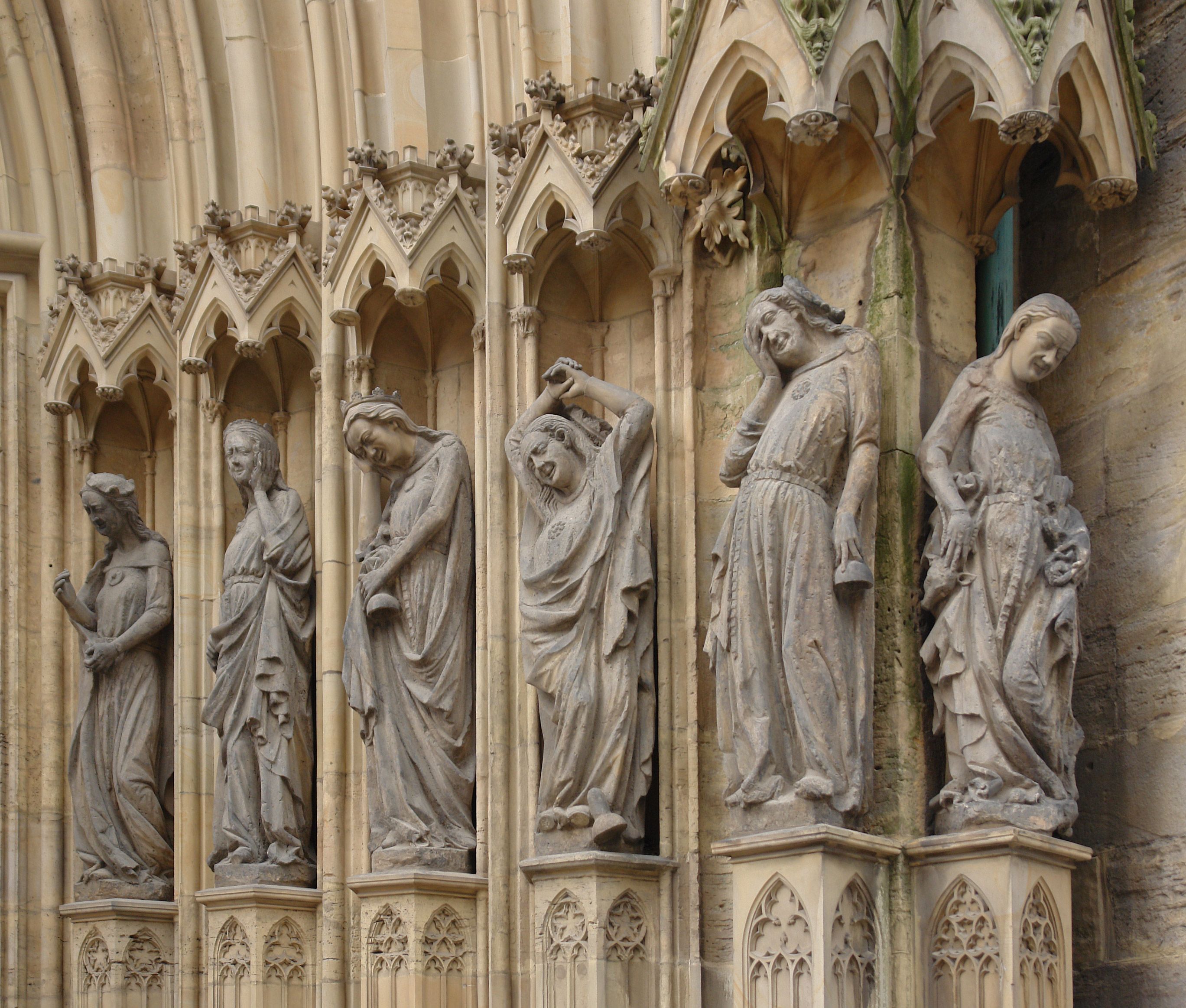
Dwaze Maagden en Synagoge
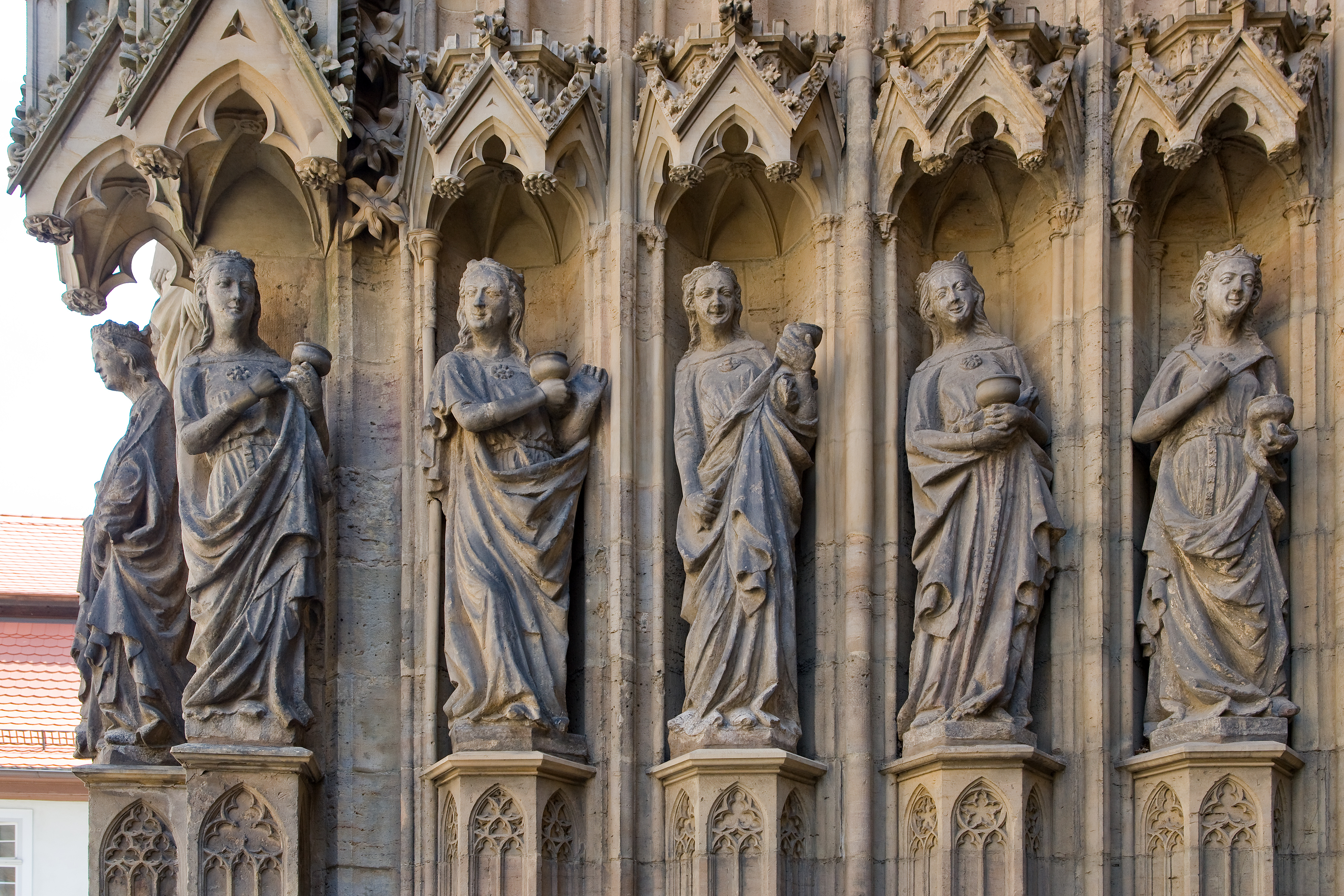
Wijze Maagden en Ecclesia